# Cymatosyrinx
Cymatosyrinx là một chi ốc biển, là động vật thân mềm chân bụng sống ở biển trong họ Drilliidae.

## Các loài
Các loài thuộc chi Cymatosyrinx bao gồm:
- Cymatosyrinx arbela (Dall, 1919)[2]
- Cymatosyrinx bartschi Haas, 1941[3]
- Cymatosyrinx carpenteri (Verrill & Smith, 1880)[4]
- Cymatosyrinx fritillaria (Dall, 1927)[5]
- Cymatosyrinx impolita Kuroda, Habe & Oyama, 1971[6]
- Cymatosyrinx nodulosa (Jeffreys, 1882)[7]
- Cymatosyrinx parciplicata (Sowerby III, 1915)[8]